# Lacinipolia francisca
Lacinipolia francisca är en fjärilsart som beskrevs av Smith 1910. Lacinipolia francisca ingår i släktet Lacinipolia och familjen nattflyn. Inga underarter finns listade i Catalogue of Life.